# Lithopoma tuber
Lithopoma tuber är en snäckart som först beskrevs av Carl von Linné 1767.  Lithopoma tuber ingår i släktet Lithopoma och familjen turbinsnäckor. Inga underarter finns listade i Catalogue of Life.